# Aspilodemon praescutellaris
Aspilodemon praescutellaris är en stekelart som beskrevs av Fischer 1966. Aspilodemon praescutellaris ingår i släktet Aspilodemon och familjen bracksteklar. Inga underarter finns listade.